# Asparagus clareae
Asparagus clareae — вид рослин із родини холодкових (Asparagaceae).

## Біоморфологічна характеристика
Це багаторічна в'юнка рослина.

## Середовище проживання
Ареал: Північні провінції.